# Geaya auroephippiata
Geaya auroephippiata is een hooiwagen uit de familie Sclerosomatidae.